# Michaił Szypicyn
Michaił Dmitrijewicz Szypicyn (ros. Михаил Дмитриевич Шипицын, ur. 2 września 1920 we wsi Szypicy w obwodzie kirowskim, zm. 9 stycznia 2008 w Moskwie) – radziecki lotnik wojskowy, Bohater Związku Radzieckiego (1945).

## Życiorys
Urodził się w rodzinie chłopskiej. Uczył się w szkole i pracował w Swierdłowsku, gdzie również ukończył aeroklub, od 1939 służył w Armii Czerwonej, uczył się w wojskowo-lotniczej szkole pilotów w Permie. Został skierowany do Odeskiego Okręgu Wojskowego, po ataku Niemiec na ZSRR walczył na Froncie Południowo-Zachodnim, później uczestniczył w walkach na Kubaniu i o Półwysep Tamański, w listopadzie 1943 podczas operacji kerczeńsko-eltigeńskiej został ranny. W kwietniu 1944 powrócił na front, walczył na Krymie, później Białorusi i w Polsce, brał udział w walkach o Mohylew, Mińsk, Wołkowysk, Lidę i Baranowicze, w 1944 został członkiem WKP(b). Pod koniec wojny był dowódcą klucza 43 gwardyjskiego pułku lotnictwa szturmowego w składzie 230 Dywizji Lotnictwa Szturmowego 4 Armii Powietrznej 2 Frontu Białoruskiego, do kwietnia 1945 wykonał 142 loty bojowe, niszcząc m.in. 6 czołgów, 26 samochodów, dwie cysterny, 6 wagonów i wiele innego sprzętu wroga. Po wojnie dowodził eskadrą, w 1948 ukończył wyższą szkołę oficerską nawigatorów Sił Powietrznych w Krasnodarze, w 1958 został zwolniony do rezerwy w stopniu pułkownika, pracował w aeroklubie w Uzbeckiej SRR. Mieszkał w Kijowie, później w Moskwie.

## Odznaczenia
- Złota Gwiazda Bohatera Związku Radzieckiego (18 sierpnia 1945)
- Order Lenina
- Order Czerwonego Sztandaru (dwukrotnie)
- Order Wojny Ojczyźnianej I klasy (dwukrotnie)
- Order Czerwonej Gwiazdy (dwukrotnie)
- Medal za Odrę, Nysę, Bałtyk (Polska Ludowa)

I medale ZSRR.